# Snuff
För andra betydelser, se Snuff (olika betydelser).
Snuff är en typ av film eller filmgenre, som kännetecknas av att människor påstås faktiskt ha dödats framför kameran för filmens skull.
Genom tiderna har många filmer påståtts vara snuff, men de har oftast visat sig vara falska när det har undersökts av polisen; precis som i vanliga spelfilmer, är dödsfallen bara iscensatta och ingen dör på riktigt. Undantag finns dock, däribland en film upplagd på Internet av Luka Magnotta där en man mördas.
Det finns amatörvideor av verkliga mord, men de räknas inte som snuff, eftersom morden inte genomförts i syfte att ingå i en spelfilm.
En närbesläktad genre är mondo, dokumentärer med syfte att chocka eller uppröra åskådaren.